# Max Lang (Politiker, 1874)
Max Hugo Lang (* 6. Oktober 1874 in Arnstadt; † 23. Dezember 1943 in Gera) war ein deutscher Gerber und Politiker (SPD).

## Leben
Lang war der Sohn des Schumachers Friedrich Christoph Andreas Lang und dessen Ehefrau Marie Wilhelmine geborene Schellhorn. Er war evangelisch-lutherischer Konfession und heiratete am 1. März 1897 in Magdeburg Friederike Marie Görges.
Lang besuchte die Volksschule, machte eine Lehre als Weißgerber und arbeitete bis 1907 als Gerber. Gleichzeitig war er in der Gewerkschaft tätig und war 1902 bis 1909 Vorsitzender der Filiale des Lederarbeiterverbandes in Magdeburg und 105 bis 1909 unbesoldeter Gauleiter der Gewerkschaft. Januar 1910 bis 1920 war er angestellter Gauleiter des Lederarbeiterverbandes in Gera. Nach der Novemberrevolution wurde er im Dezember 1918 Vorstand des reußischen Landessteueramtes in Gera. Vom 29. März 1920 bis zum 1. April 1922 war er für die SPD Mitglied des Landesrates im Volksstaat Reuß. Aufgrund der Erzbergerschen Reform wechselte er 1920 in den Reichsdienst und war Mitarbeiter im Finanzamt Gera.

## Politik
Lang war Mitglied der SPD und 1907 bis Dezember 1909 Obmann der SPD Magdeburg. Ab 1910 war er Vorsitzender der SPD in Gera. 
Von 1910 bis 1932 war er Mitglied im Gemeinderat bzw. Stadtrat der Stadt Gera. 
Am 2. Februar 1919 wurde er für die SPD in den letzten Landtag Reuß jüngerer Linie gewählt. Als solcher wurde er Mitglied des vereinigten Landtages des Volksstaates Reuß. Am 1. Mai 1920 schlossen sich der Volksstaat Reuß und sechs weitere thüringische Kleinstaaten zum Land Thüringen zusammen. Damit wandelte sich der Reußer Landtag in eine Gebietsvertretung. Auch dieser gehörte er an. Zum 31. März 1921 schied er aufgrund der Verkleinerung der Gebietsvertretung aus. Am 2. April 1921 rückte er für Alban Bretschneider wieder in die Gebietsvertretung nach. Vom 17. Dezember 1919 bis zum 31. März 1921 war er Schriftführer im Landtag.